# Whitechapel
Whitechapel là một quận ở East End, Luân Đôn.